# Линеар А
Линеар А је једно од двеју линеарних писама која су се користила на древном Криту током другог миленијума пре. н. е. Открио их је и именовао Артур Еванс. Линеар Б писмо дешифровао је 1952. године Мајкл Вентрис с обзиром да се њиме писао микенски грчки. Линеар А је, међутим, далеко од тога да буде потпуно дешифрован. Делимично се разуме с обзиром да се може читати кроз вредности линеара Б. Иако два писма деле многе симболе, коришћење слогова везаних уз линеар Б на натписима линеара А ствара речи невезане ни уз један данас познати језик. Тај се језик назива минојским или етеокрићанским језиком, а кореспондира са периодом крићанске историје пре серије најезди микенских Грка око 1450. године п. н. е. 